# Society for Sale
Society for Sale er en amerikansk stumfilm fra 1918 af Frank Borzage.

## Medvirkende
- William Desmond - Billy
- Gloria Swanson - Phyllis Clyne
- Herbert Prior - Sheldon
- Charles Dorian
- Lillian West - Vi Challoner